# Giro podaljšana petstrana rotunda
| Giro podaljšana petstrana piramida | Giro podaljšana petstrana piramida               |
| ---------------------------------- | ------------------------------------------------ |
| Rhombohedron                       |                                                  |
| Vrsta                              | Johnsonovo telo J24-J25-J26                      |
| Stranske ploskve                   | 4.5+10 trikotnikov 1+5 petkotnikov 1 desetkotnik |
| Robovi                             | 65                                               |
| Oglišča                            | 30                                               |
| Dualni polieder                    | -                                                |
| Konfiguracija oglišča              | 2.5(3.5.3.5) 2.5(33.10) 10(34.5)                 |
| Simetrijska grupa                  | C5v                                              |
| Lastnosti                          | konveksna                                        |

Giro podaljšana petstrana rotunda je eno izmed Johnsonovih teles (J25). Kot že ime nakazuje jo dobimo tako, da giro podaljšamo petstrano rotundo (J6) tako, da pritrdimo desetstrano antiprizmo na njeno osnovno ploskev. Lahko jo obravnavamo tudi kot giro podaljšano petstrano birotundo (J48), ki ima eno petstrano rotundo odstranjeno. 

V letu 1966 je Norman Johnson (rojen 1930) imenoval in opisal 92 teles, ki jih sedaj imenujemo Johnsonova telesa.

## Dualni polieder
Dualno telo giro podaljšane petstrane rotunde ima 30 stranskih ploskev: 12 deltoidov, 6 rombov in 12 štirikotnikov.
| Dualno telo giro podaljšane petstrane rotunde | Mreža dualnega telesa |
| --------------------------------------------- | --------------------- |
|                                               |                       |